# Cartonaș roșu

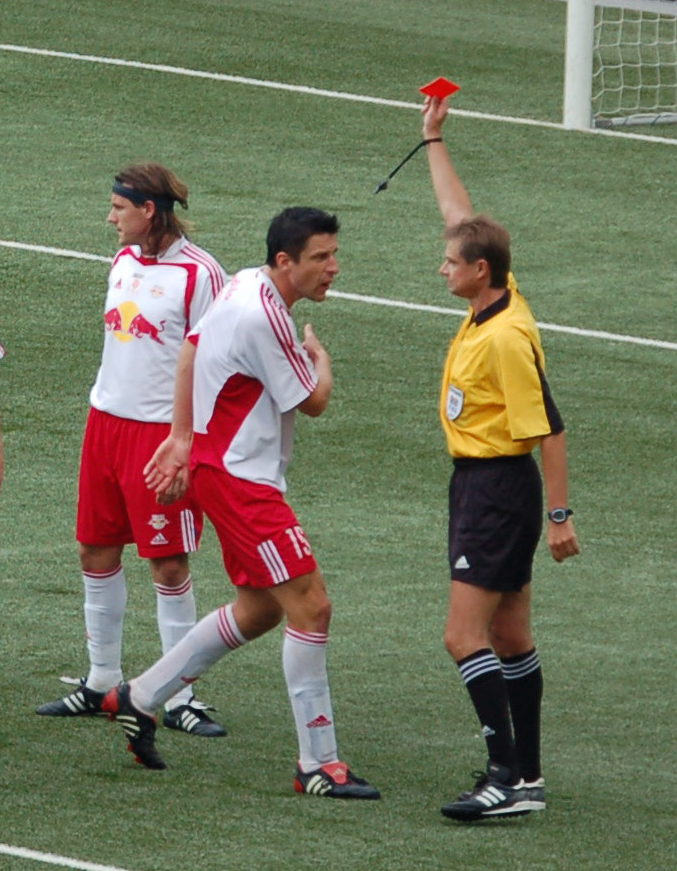
Cartonaș roșu la fotbal

Cartonașul roșu simbolizează eliminarea din joc a unui jucător de către arbitru în unele sporturi de echipă. Această regulă se aplică la fotbal, handbal, hochei pe iarbă, volei și la rugby. Doar jucătorii, rezervele și jucătorii introduși prin schimbare pot primi cartonașul roșu. Și antrenorul unei echipe poate primi cartonaș roșu dacă manifestă un comportament violent și este eliminat de pe teren, fiind astfel trimis în tribune. Dacă portarul unei echipe primește cartonașul roșu un alt jucător poate prelua postul de portar (de regulă echipele scot un jucător de teren și îl înlocuiesc cu portarul de rezervă dacă acest lucru este posibil). Cartonașul roșu se acordă pentru acumularea a două cartonașe galbene pe parcursul aceluiași joc sau poate fi acordat direct pentru anumite abateri grave precum:
- Faulturi violente
- Acte de violență (de exemplu, atacarea arbitrului)
- Scuiparea unui alt jucător
- Comiterea unui fapt care anulează o ocazie evidentă de gol (cunoscută și sub numele de fault de ultim apărător)
- Folosirea unui limbaj violent sau insultător

În majoritatea campionatelor dacă un jucător primește direct cartonașul roșu (adică nu unul primit după acumularea de două cartonașe galbene) jucătorul respectiv va fi suspendat pentru unul sau mai multe meciuri.